# Каттанео, Джованни Баттиста
Джованни Баттиста Каттанео (итал. Giovanni Battista Cattaneo Della Volta; Генуя, 1638 — Генуя, 1721) — дож Генуэзской республики.

## Биография
Родился в Генуе в 1638 году. Сын сенатора Николо Каттанео делла Вольта и Анны Марии Паллавичини, был крещен в церкви Сан-Торпете. Был внесен в Золотую книгу благородных семей 15 января 1660 года. В 1667 году получил свою первую должность - в магистрате чрезвычайных дел, занявшись защитой вдов и сирот. В 1669 году входил в состав магистрата, ответственного за контроль расходов и резервов государства. В 1670 году - член магистрата аудиторов запрещенных книг, в 1671 году - магистрата нового вооружения. Около 1672 года переехал из Генуи в Малларе, где управлял землями до совершеннолетняя своего двоюродного брата Филиппо Каттанео делла Вольта.  
В землях Малларе он смог раскрыть заговор против генуэзского правительства во главе с Раффаэле делла Торре, поддержанного савойским герцогом Карлом Эмануиллом II и неким Анджело Мария Вико, жителем Малларе. Каттанео получил известия о передвижениях савойских войск на соседних территориях Альтаре и Каркаре и немедленно сообщил об этом Сенату Республики Генуя. разоблачение заговорщиков июне 1672 года вызвало новые военные действия между генуэзским государством и герцогством Савойским, а Каттанео вскоре был отправлен в Швейцарию в качестве чрезвычайного посла для набора солдат.
Он прибыл в Люцерн 4 октября 1672 года, но получил аудиенцию Сената лишь 21 января 1673 года. К тому времени, 18 января, благодаря посредничеству европейских держав и Франции, уже был подписан мирный договор между сторонами, и Каттанео отбыл 19 марта из Цюриха в Геную.
В генуэзской столице он получил большие почести в Сенате, но в итоге предпочел вернуться в Малларе, пока в 1677 году его кузен не достиг совершеннолетия.
После этого он вернулся навсегда в Геную и занимал ряд важных государственных должностей: государственного инквизитора (1678); комиссара крепости Приамар в Савоне (1679); защитника больницы Памматоне (в 1680 году, переизбирался несколько раз и отличился щедростью); члена магистрата войны в 1683 году.
Был избран дожем 4 сентября 1691 года, 131-м в истории Генуи, став одновременно королем Корсики и победив на выборах Бендинелли Негроне.

### Правление и последние годы
Его правление прошло спокойно. Среди наиболее важных мер: полномочия, предоставленные общинам квартала Нерви на строительство новой пристани для лодок; запрет "бассетты", азартной игры французского происхождения. Во внешней политике он пытался в равной степени поддерживать мир с Империей, Францией и герцогством Савойским.
Его мандат завершился 5 сентября 1693 года,  после чего продолжал служить Республике в течение почти двадцати лет на должностях главы магистрата морских дел, президента магистрата государственных инквизиторов (1695, 1697, 1700, 1702), президента магистрата войны (1696, 1699, 1701, 1703, 1705), президента магистрата Корсики (1698).
В 1713 году он вышел на пенсию и умер  в Генуе 24 декабря 1721 года.

### Личная жизнь
От брака, заключенного 3 января 1675 года с Магдалиной Джентиле, имел сыновей Николо и Чезаре (будущих дожей) и дочерей Марию Ливию (жену Джан Баттисты Чентурионе), Бенедетту, Анну Марию и Франческу, которые стали монахинями.